# Route 293 (Québec)
Pour les articles homonymes, voir Route 293.
La route 293 (R-293) est une route régionale québécoise d'orientation nord / sud située sur la rive sud du fleuve Saint-Laurent. Elle dessert la région administrative du Bas-Saint-Laurent.

## Tracé
La route 293 débute à la pointe nord du Lac Témiscouata, à l'angle de la route 232, à Témiscouata-sur-le-Lac. Elle traverse ensuite quelques petits villages pour atteindre la route 132 à Trois-Pistoles.

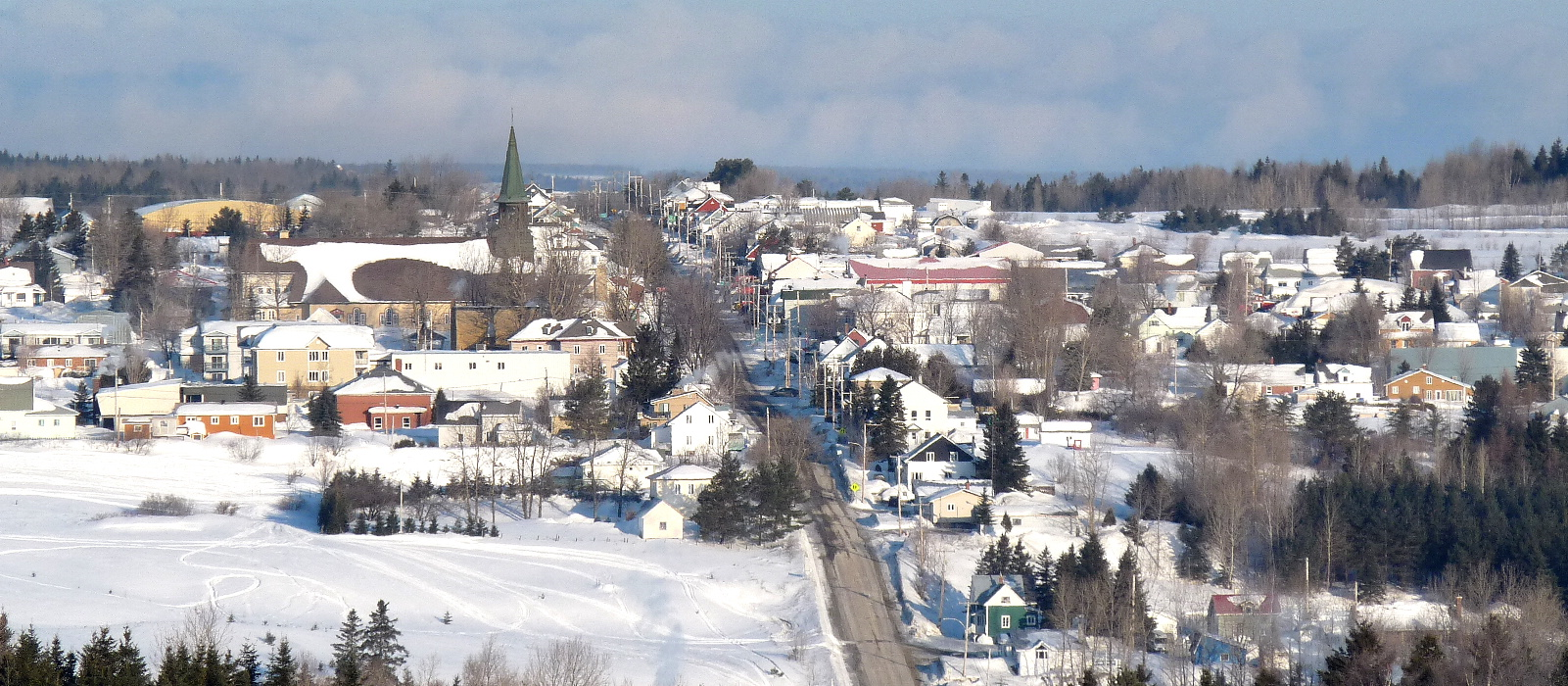
La route 293 à Saint-Cyprien.

## Localités traversées (du sud au nord)
Liste des municipalités dont le territoire est traversé par la route 293, regroupées par municipalité régionale de comté.

### Bas-Saint-Laurent
Témiscouata
- Témiscouata-sur-le-Lac
- Saint-Pierre-de-Lamy

Rivière-du-Loup
- Saint-Cyprien

Les Basques
- Saint-Clément
- Saint-Jean-de-Dieu
- Sainte-Françoise
- Notre-Dame-des-Neiges
- Trois-Pistoles

## Intersections majeures
| MRC         | Municipalité           | km    | Destinations                                         | Notes                                                                                 |
| ----------- | ---------------------- | ----- | ---------------------------------------------------- | ------------------------------------------------------------------------------------- |
| Témiscouata | Témiscouata-sur-le-Lac | 0,00  | R-232 – Squatec, Témiscouata-sur-le-Lac              |                                                                                       |
| Les Basques | Saint-Jean-de-Dieu     | 29,70 | R-295 sud – Sainte-Rita                              | Terminus nord de la R-295                                                             |
| Les Basques | Sainte-Françoise       | 41,20 | R-296 sud – Saint-Mathieu-de-Rioux, Sainte-Françoise | Terminus nord de la R-296; Saint-Mathieu-de-Rioux indiqué en direction nord seulement |
| Les Basques | Trois-Pistoles         | 48,50 | R-132 – Rimouski, Rivière-du-Loup                    |                                                                                       |
|             |                        |       |                                                      |                                                                                       |